# (3815) König
(3815) König – planetoida z pasa głównego asteroid okrążająca Słońce w ciągu 4 lat i 46 dni w średniej odległości 2,57 j.a. Została odkryta 15 kwietnia 1959 roku w Landessternwarte Heidelberg-Königstuhl w Heidelbergu przez Gerharda Jakischa, Arthura Königa i Wolfganga Wenzela. Nazwa planetoidy pochodzi od Arthura Königa (1895–1969), jednego z odkrywców planetoidy, który w 1957 r. zastąpił Karla Reinmutha w roli lidera długoletniego programu obserwacji małych ciał w obserwatorium w Heidelbergu. Przed jej nadaniem planetoida nosiła oznaczenie tymczasowe (3815) 1959 GG.